# Meister der Lombardischen Früchteschale
Als Meister der Lombardischen Früchteschale (italienisch Maestro della fruttiera lombarda) wird ein barocker Maler von Stillleben bezeichnet, der Anfang des 17. Jahrhunderts in Italien tätig war. Dem namentlich nicht bekannten Künstler werden zahlreiche Stillleben mit Blumen und Früchten zugeschrieben.

## Malstil
Der Meister der Lombardischen Früchteschale ist ein Vertreter eines als „natura morta“ bezeichneten Malstils. Dieser wies gerne mit barocker Symbolsprache auf die Vergänglichkeit des Seins, das memento mori, hin.

## Namensgebung
Der Meister der Lombardischen Früchteschale erhielt seinen Notnamen nach einer Gruppe von Bildern, alles ähnlich prunkvolle Stillleben mit Blumen und Früchten in vasenförmigen Schalen, die in der Regel auf einem Marmor- oder Steinsockel stehen. Es wurde vermutet, dass die Stillleben in der Lombardei entstanden, da bereits zuvor Experten die Herkunft von zwei der Bilder einem Anonymen Meister aus der Lombardei zugeordnet hatten. Diesem Meister der Lombardischen Früchteschale wurden dann noch weitere Bilder zugeordnet, meist im Rahmen von Auktionen von ähnlichen Bildern aus Privatsammlungen.

## Italienischer oder spanischer Maler?
Jedoch war und ist der Versuch umstritten, durch den Notnamen eines Meisters der Lombardischen Früchteschale eine italienische Herkunft all der ihm einmal zugeordneten Bilder zu schaffen. Weiter wird auch angezweifelt, ob sie alle aus nur einer Hand stammen. Es könnte sich bei einigen der dem Meister zugeordneten Bilder auch um Werke eines spanischen Malers handeln. So war eines der ursprünglich dem Meister zugeordneten Bilder bereits zuvor schon dem Spanier Juan Sánchez Cotán zugeschrieben. Andere Bilder könnten Werke von Tomás Hiepes sein.

## Individuum oder Werkstatt?
Des Weiteren kann die gesamte Gruppe der zahlreichen Stillleben, die dem Meister der Lombardischen Früchteschale und seinem Umfeld zugeschrieben sind, nicht als Arbeiten eines einzelnen führenden Einzelkünstlers verstanden werden, sondern als Resultat eines  Werkstattbetriebs verschiedener individueller Maler in Italien. Eventuell stammen die Arbeiten vielleicht sogar aus mehreren unterschiedlichen dortigen Werkstätten.

## Werkkatalog
Mehr als 40 Ölgemälde werden in der Zwischenzeit im Umfeld eines Meisters der Lombardischen Früchteschale gefunden. Alle zeigen gemeinsame typische Motive und Kompositionen und ihre Zuordnung und Unterscheidung bleibt ein noch offenes Thema für Experten.
Nach Aufkommen des Notnamens 1984 wurden immer wieder Werke unter dem Namen des Meisters der Lombardischen Früchteschale auf dem Kunstmarkt verkauft. Darunter waren beispielsweise folgende Werke, deren Auktionen zu oft sehr hohen Zuschlagspreisen die anhaltende Beliebtheit von Werk und Notname in Kunstkreisen anzeigen:
- Artischocken mit Lilien und Rosen in einer Glasvase. Auktion 4769 Spanish Pictures & Drawings, Christies’s May 1992, London Los 324
- Gebäck und Kuchen in Weidenkorb mit Kirschen an einem Ast und Goldpokal und Mexikanischer Vase auf Steinpodest. Christie’s London: April 2001 Los 103
- Früchteschale mit zwei Artischocken. Privatbesitz, Auktion 1620 Important Old Master Paintings, Christie’s April 2006, New York, Los 58